# Leptosiphon
Leptosiphon är ett släkte av blågullsväxter. Leptosiphon ingår i familjen blågullsväxter.

## Bildgalleri

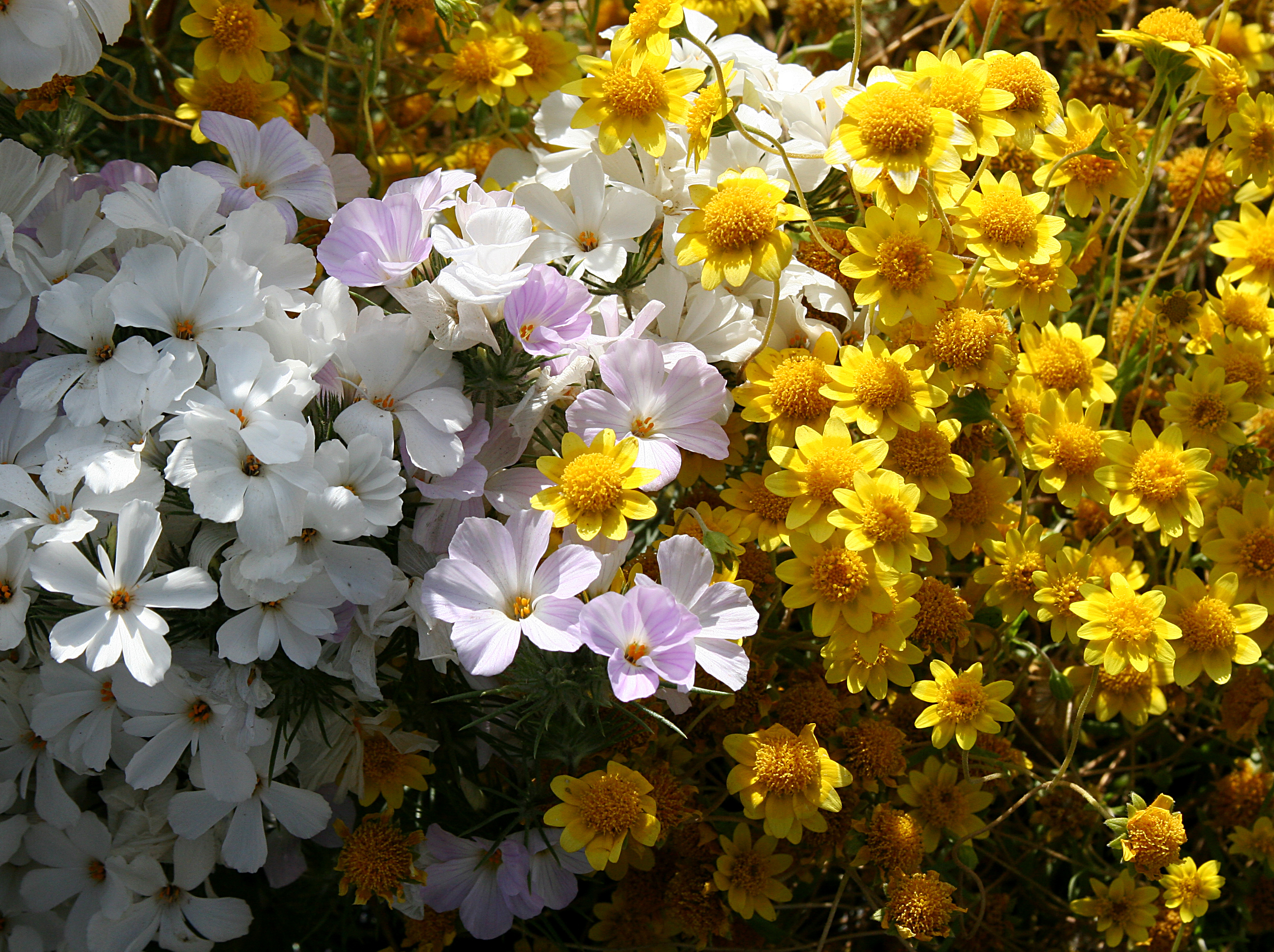
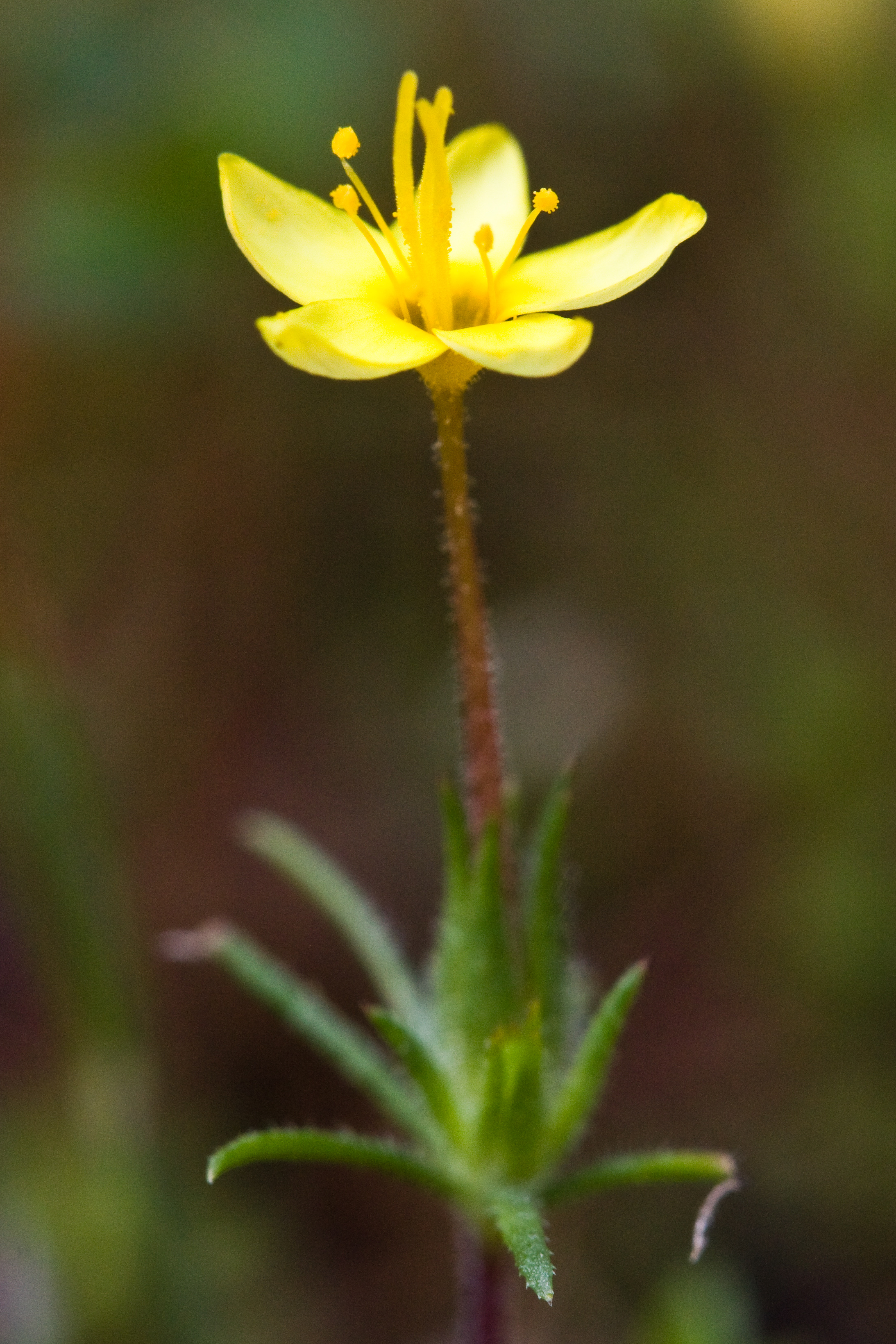
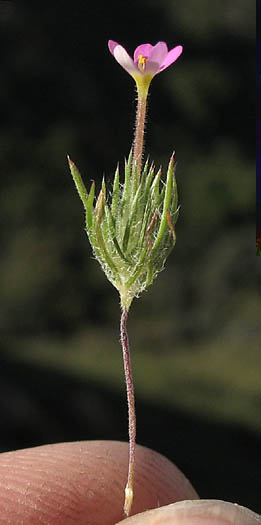
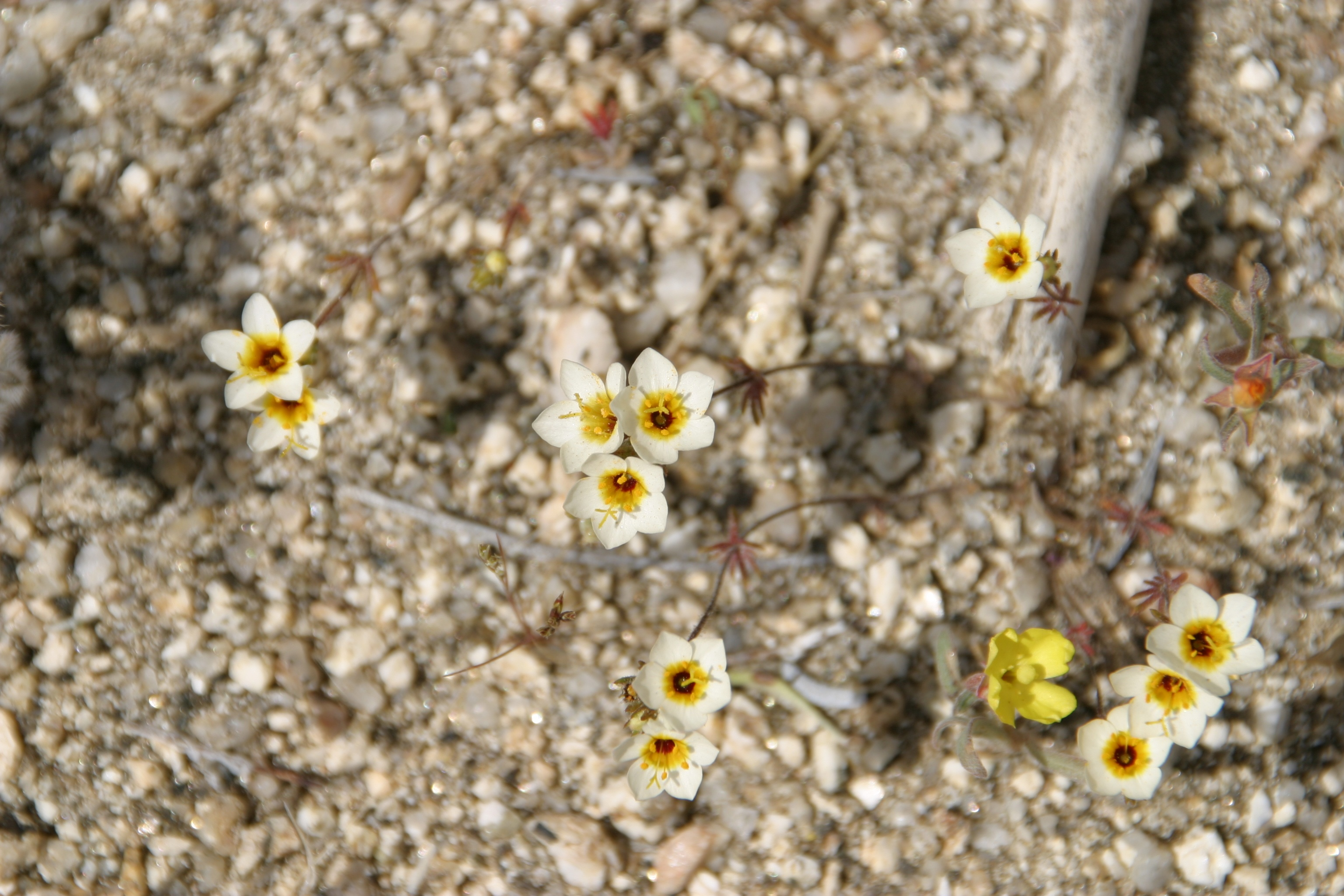
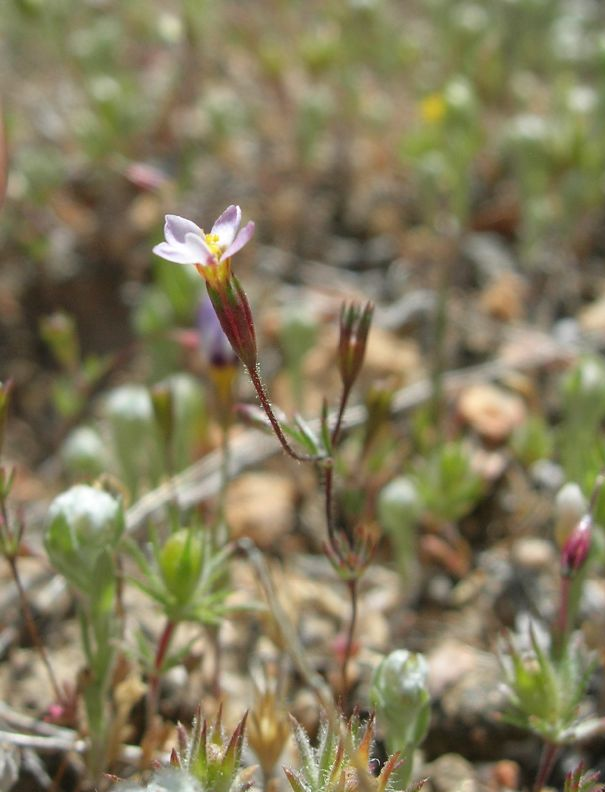
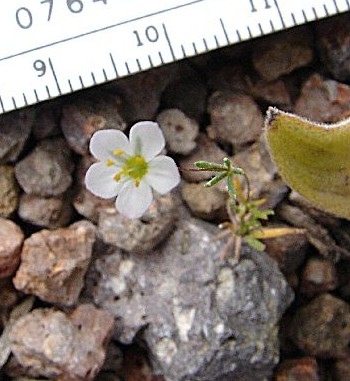

## Dottertaxa tillLeptosiphon, i alfabetisk ordning[1]
- Leptosiphon acicularis
- Leptosiphon ambiguus
- Leptosiphon androsaceus
- Leptosiphon aureus
- Leptosiphon bicolor
- Leptosiphon bolanderi
- Leptosiphon breviculus
- Leptosiphon ciliatus
- Leptosiphon croceus
- Leptosiphon filipes
- Leptosiphon floribundum
- Leptosiphon grandiflorus
- Leptosiphon harknessii
- Leptosiphon jamauensis
- Leptosiphon jepsonii
- Leptosiphon latisectus
- Leptosiphon laxus
- Leptosiphon lemmonii
- Leptosiphon liniflorus
- Leptosiphon melingii
- Leptosiphon minimus
- Leptosiphon montanus
- Leptosiphon nudatus
- Leptosiphon nuttallii
- Leptosiphon oblanceolatus
- Leptosiphon pachyphyllus
- Leptosiphon parviflorus
- Leptosiphon pusillus
- Leptosiphon pygmaeus
- Leptosiphon rattanii
- Leptosiphon rosaceus
- Leptosiphon septentrionalis
- Leptosiphon serrulatus